# Stazione di Pedaso
La stazione di Pedaso è una stazione ferroviaria posta al km 272+533 della ferrovia Adriatica. Serve il centro abitato di Pedaso.